# Le pavillon brûle
Pour plus de détails, voir Fiche technique et Distribution.
Le pavillon brûle est un film français de Jacques de Baroncelli sorti en 1941.

## Synopsis
Denise (Élina Labourdette), une jeune employée de la mine, est courtisée par l'ingénieur Risay (Jean Marchat)  alors qu'elle est fiancée à Daniel (Jean Marais) un simple ouvrier du fond. Une trahison s'est produite qui compromet la mine. Un accident se produit et une quinzaine de travailleurs, dont le fiancé de Denise, sont ensevelis sous les décombres dans un puits qui s’effondre. Grâce au courage d'un des ingénieurs, les mineurs sont sauvés. Mais, Daniel est accusé par un corbeau anonyme d'avoir provoqué l'accident. Pour se venger de son accusateur, Daniel le recherche. Ce dernier est retrouvé assassiné. Daniel est à nouveau soupçonné d'être l'auteur du crime ; heureusement, des empreintes digitales révèlent l'identité du meurtrier qui est aussi le traître, un ouvrier de la mine (Lucien Coëdel).

## Fiche technique
- Titre : Le pavillon brûle
- Réalisation : Jacques de Baroncelli
- Scénario : Solange Térac, d'après la pièce éponyme (1935) de Steve Passeur
- Dialogues cinématographiques : Henri Jeanson et Robert Desnos[1]
- Photographie : Pierre Montazel
- Décors : Serge Piménoff
- Son : Jean Rieul
- Musique : Tony Aubin
- Assistant-réalisateur : Pierre Blondy
- Producteurs : Denise et Roland Tual
- Société de production : RAC, Synops
- Format : Son mono - Noir et blanc - 35 mm  - 1,37:1
- Pays d'origine :  France
- Genre : comédie dramatique
- Tournage : Studio des Buttes-Chaumont, 18 août-20 septembre 1941.
- Durée : 90 minutes
- Date de sortie : France, 17 décembre 1941

## Distribution
- Pierre Renoir : Jourdinsse
- Jean Marais : Daniel
- Bernard Blier : Bénezy
- Michèle Alfa : Odette
- Marcel Herrand : Audignane
- Jean Marchat : Risay, l'ingénieur
- Élina Labourdette : Denise
- Marcel Pérès : Ornano, le blessé
- Lucien Coëdel : un ouvrier
- Maurice Teynac
- Jean Carmet
- François Joux
- Paul Œttly
- Hubert de Malet
- Pierre Salas
- François Joux
- Alberto Spadolini (it)[2]

## Autour du film
Le Pavillon brûle est un film colonial, racontant l'histoire d'un ingénieur dans une mine de cuivre quelque part dans les lointaines dépendances françaises.
Le titre du film évoque une expression qui signifie que le drapeau n'a pas été ramené après le coucher du soleil et qu'il flotte encore dans le vent, au lieu d'être en berne. Cette image explique le sujet général de cette fiction : un ingénieur de plus de quarante ans tente de refaire sa vie, malgré son prestigieux passé mais semble ne pas pouvoir y parvenir... 
Dans sa biographie de Jean Marais, Gilles Durieux écrit : « Réalisateur prolifique venu du cinéma muet, Jacques de Baroncelli […] signait là l'un de ses derniers longs métrages mais pas l'un de ses meilleurs. Produit par la très ambitieuse maison de production de Denise Tual, Synops […] ce Pavillon brûle souffre en particulier de la complète désorganisation du cinéma français bousculé par la guerre […] Ce médiocre film policier, qui respecte par commodité de tournage l'unité de lieu, obtint d'abord un franc succès public, car il était aussi l'un des premiers films français réalisés depuis le début des hostilités. Denise Tual évoqua plus tard en ces termes la prestation de Jean Marais : « Superbement barbouillé par un maquilleur zélé, coiffé d'un casque trop petit juché sur le haut de sa tête, il portait en sus une énorme lampe électrique qui le rendait ridicule, et il s'en amusait. Nonobstant, c'est la première fois que la future grande vedette avait un vrai rôle au cinéma et que lui, l'inconnu, voyait son visage en grand sur les affiches. »
Henri-Jean Servat écrit dans sa biographie : « Marais joue un jeune ingénieur suspecté de multiples méfaits mais n'ayant jamais failli à l'honneur, ce qui restera comme le dénominateur commun de la plupart de ses rôles par la suite.» 
En dépit d'une brillante distribution avec Jean Marchat, Bernard Blier, Pierre Renoir et Marcel Herrand, le film ne fut pas un grand succès. Jean Marais, qui obtint pour la première fois un rôle majeur, s'y trouva «banal», avec une voix insuffisante. Néanmoins, ce premier essai, avec l'affiche du film sur laquelle apparaissaient son nom et sa photo en grand sur toute la façade du cinéma Gaumont, représentait pour lui une belle vengeance à la suite des démêlés qu'il avait avec la Comédie-Française et le parfum de scandale qu'il avait provoqué.

## Ressources
- Le film a été restauré en 1983 par la Cinémathèque française : « tirage 1983. établissement d'un matériel de conservation safety (interpositif) et d'une copie standard de présentation à partir du négatif flam d'origine », Noëlle Giret, « Le pavillon brûle », Les Restaurations de la Cinémathèque française, 1986, p. 85 [lire en ligne]
- Le fonds Jacques de Baroncelli de la Cinémathèque française conserve un dossier sur le film consultable à Ciné-ressources[9].
- Une copie VHS du film est consultable à la Cinémathèque québécoise[10].
- Les Archives françaises du film (CNC), la Cinémathèque française et la Cinémathèque de Toulouse possèdent des copies 35 mm du film.